# 伦敦大学学院医院
大学学院医院（英語：University College Hospital，簡記為UCH）是位于英国伦敦菲茨羅維亞尤斯顿路南的一所教学医院。该医院成立于1834年，当时名为北伦敦医院（North London Hospital）。该医院隶属于伦敦大学学院医院NHS基金会信托（University College London Hospitals NHS Foundation Trust）。

## 历史
1834年，北伦敦医院成立，目的是为大学学生提供临床培训，此前米德尔塞克斯医院的院长拒绝让学生使用该医院的病房。
1835年，罗伯特·李斯顿成为该医院的第一位临床外科教授。医院于1905年从大学中分离出来，1906年搬入由阿尔弗雷德·沃特豪斯设计的高尔街新医院大楼十字大楼（Cruciform Building）。国立牙科医院（National Dental Hospital）、皇家耳科医院（Royal Ear Hospital）先后于1914年和1920年并入该医院。
医院从1974年起由卡姆登和伊斯灵顿地区卫生局运营，1994年加入伦敦大学学院医院NHS信托基金。医院于1995年停用十字大楼，该大楼被UCL买下，由沃夫森生物医学研究、UCL医学院使用。
2000年，医院买下新大楼，耗资4.22亿英镑，2005年启用。
2006年10月，医院新大楼入围首届英国最丑新建筑奖（Carbuncle Cup）。
2008年11月，医院耗资7000万英镑的伊丽莎白·加勒特·安德森大楼（Elizabeth Garrett Anderson Wing）启用，专门提供女性健康服务。

## 设施
该医院拥有665张住院病床、12个手术室和重症监护病房。急症室每年接诊大约12万患者。
医院泌尿外科于2015年迁至威斯特摩兰街。